# Music Box (Mariah Carey-album)
A Music Box Mariah Carey amerikai énekesnő negyedik albuma és harmadik stúdióalbuma. 1993. augusztus 31-én jelent meg. Főként lassú számok és néhány gyors tempójú dal található rajta. A számokat nagyrészt Mariah Carey és Walter Afanasieff írták, némelyiken azonban mások is közreműködtek, például Babyface és a Clivillés & Cole. Az albumról megjelent első kislemez, a Dreamlover megjelenésekor Carey legsikeresebb kislemeze lett, vezette a slágerlistákat az Egyesült Államokban és Kanadában is, a második, a Hero Carey egyik leggyakrabban előadott száma koncerteken, a harmadik, a Without You pedig áttörést jelentett az énekesnő számára Európában, ahol mindeddig nem aratott akkora sikert, mint Amerikában. A Music Box az eladási adatokat tekintve Carey legsikeresebb albuma.

## Fogadtatása
A Music Box a 2. helyen debütált a Billboard 200 slágerlistán, és a megjelenését követő 15. héten került az első helyre, ahol nyolc nem egymást követő hetet töltött. Negyven hetet töltött a Top 40-ben és (három visszajutással) összesen 128 hetet a listán, Carey minden albuma közül a legtöbbet. Az album a Billboard's R&B/Hip-Hop Albums listát is vezette, és 2005-ig az Egyesült Államokban a Nielsen SoundScan adatai szerint 7.16 millió példányban kelt el. A BMG Music Clubsnál további 740 000 példány kelt el. 1994-ben az Egyesült Államokban a Music Box volt a második legtöbb példányban elkelt album (az Ace of Base The Sign című albuma után).
Kanadában más volt a helyzet: Carey előző albumai jól teljesítettek, a Music Box azonban kisebb sikert aratott náluk, az első kislemez, a Dreamlover sikere ellenére. Az album az ötödik helyig jutott a slágerlistán. Más országokban kislemezei sikere az albumot is sikerre vitte; vezette a slágerlistát Ausztráliában, Németországban, Új-Zélandon, Svájcban és az Egyesült Királyságban, utóbbiban a slágerlista első helyén debütált, és egy hétig maradt a csúcson, majd 1994 februárjában visszakerült az első helyre, ahol még öt, nem egymást követő hétig maradt. Az Egyesült Királyságban így 1993-ban a legtöbb példányszámban elkelt albumok közül a 10., 1994-ben a 3. volt. Több európai, ázsiai és dél-amerikai országban 1994-ben ebből az albumból kelt el a legtöbb.
Az album máig Carey legnagyobb példányszámban elkelt albuma; 2005-ig világszerte kb. 30 millió példányban kelt el.
A Music Box albumról jelent meg Carey hetedik és nyolcadik Billboard-listavezető kislemeze, a Dreamlover és a Hero. A Dreamlover nyolc hetet töltött a lista első helyén, és Carey egyik legsikeresebb dala lett. (Carey minden albumának első kislemeze a 90-es években listavezető lett.) A Hero négy hétig vezette a listát, és ez lett az első száma, ami karácsonykor is listavezető volt. Az album két másik kislemeze, a Without You / Never Forget You és az Anytime You Need a Friend kevesebb sikert aratott az USA-ban, a Without You azonban áttörést hozott az énekesnő számára Európában, és ez lett az első listavezetője az Egyesült Királyságban. Mind a négy kislemez a Top 10-be került az Adult Contemporary listán, bár egyik sem került az első helyre, ezzel Careynek a Music Box lett az első albuma, melyről nem lett Adult Contemporary listavezető slágere.

## Kislemezek
- Dreamlover (1993)
- Hero (1993)
- Without You / Never Forget You (1994)
- Anytime You Need a Friend (1994)

## Dalok
| Music Box - Standard változat (1993) | Music Box - Standard változat (1993) | Music Box - Standard változat (1993) | Music Box - Standard változat (1993) | Music Box - Standard változat (1993) | Music Box - Standard változat (1993) | Music Box - Standard változat (1993) | Music Box - Standard változat (1993) | Music Box - Standard változat (1993) | Music Box - Standard változat (1993) |
| #                                    | Cím                                  | Producerek                           | Hossz                                |                                      |                                      |                                      |                                      |                                      |                                      |
| ------------------------------------ | ------------------------------------ | ------------------------------------ | ------------------------------------ | ------------------------------------ | ------------------------------------ | ------------------------------------ | ------------------------------------ | ------------------------------------ | ------------------------------------ |
| 1.                                   | Dreamlover                           | Carey Hall Walter Afanasieff         | 3:54                                 |                                      |                                      |                                      |                                      |                                      |                                      |
| 2.                                   | Hero                                 | Afanasieff Carey                     | 4:19                                 |                                      |                                      |                                      |                                      |                                      |                                      |
| 3.                                   | Anytime You Need a Friend            | Afanasieff Carey                     | 4:26                                 |                                      |                                      |                                      |                                      |                                      |                                      |
| 4.                                   | Music Box                            | Afanasieff Carey                     | 4:57                                 |                                      |                                      |                                      |                                      |                                      |                                      |
| 5.                                   | Now That I Know                      | Clivillés Cole Carey                 | 4:19                                 |                                      |                                      |                                      |                                      |                                      |                                      |
| 6.                                   | Never Forget You                     | Babyface Carey Daryl Simmons         | 3:46                                 |                                      |                                      |                                      |                                      |                                      |                                      |
| 7.                                   | Without You                          | Afanasieff Carey                     | 3:36                                 |                                      |                                      |                                      |                                      |                                      |                                      |
| 8.                                   | Just to Hold You Once Again          | Afanasieff Carey                     | 3:59                                 |                                      |                                      |                                      |                                      |                                      |                                      |
| 9.                                   | I've Been Thinking About You         | Clivillés Cole Carey                 | 4:48                                 |                                      |                                      |                                      |                                      |                                      |                                      |
| 10.                                  | All I've Ever Wanted                 | Afanasieff Carey                     | 3:51                                 |                                      |                                      |                                      |                                      |                                      |                                      |
| 42:01                                |                                      |                                      |                                      |                                      |                                      |                                      |                                      |                                      |                                      |

| 11. | Everything Fades Away | Afanasieff Carey | 5:25 |

| 11. | Héroe (a Hero spanyol változata) | Afanasieff Carey | 4:19 |

| 1.  | All I Live For (Extended Version)                 | Carey Afanasieff                | 4:28  |
| 2.  | Endless Love (with Luther Vandross)               | Afanasieff                      | 4:20  |
| 3.  | Do You Think of Me                                | Carey Rooney Morales Afanasieff | 4:46  |
| 4.  | Workin' Hard                                      |                                 | 3:29  |
| 5.  | My Prayer                                         |                                 | 2:50  |
| 6.  | Hero (2009 Version)                               | Afanasieff Carey                | 4:18  |
| 7.  | Anytime You Need a Friend (Extended Mix)          |                                 | 5:21  |
| 8.  | Music Box (Acapella)                              |                                 | 4:42  |
| 9.  | Dreamlover (Live from Top of the Pops)            |                                 | 3:04  |
| 10. | Without You (Live from Top of the Pops)           |                                 | 2:52  |
| 11. | Dreamlover (Def Club Mix)                         |                                 | 10:44 |
| 12. | Anytime You Need a Friend (C&C Club Version)      |                                 | 10:53 |
| 13. | Anytime You Need a Friend (Soul Convention Remix) |                                 | 4:51  |
| 14. | I've Been Thinking About You (Terry Hunter Remix) |                                 | 6:30  |
| 15. | Workin' Hard (Terry Hunter Remix)                 |                                 | 6:35  |

| 1.  | Emotions                  |  | 4:18 |
| 2.  | Hero                      |  | 4:17 |
| 3.  | Someday                   |  | 3:58 |
| 4.  | Without You               |  | 4:21 |
| 5.  | Make It Happen            |  | 4:31 |
| 6.  | Dreamlover                |  | 4:03 |
| 7.  | Love Takes Time           |  | 3:55 |
| 8.  | Anytime You Need a Friend |  | 3:51 |
| 9.  | Vision of Love            |  | 4:00 |
| 10. | I'll Be There             |  | 4:26 |

## Slágerlistás helyezések
| Ország             | Lista          | Legfelső helyezés | Minősítés                  | Eladott példányszám |
| ------------------ | -------------- | ----------------- | -------------------------- | ------------------- |
| Világszerte        |                |                   |                            | 30 000              |
| USA                | Billboard 200  | 1 (8 hétig)       | Gyémántlemez (10x platina) | 7 900 0001          |
| Európa             | IFPI           | 1 (11 hétig)      | 7x platina                 | 7 000               |
| Ausztrália         | ARIA           | 1 (18 hétig)      | 11x platina                | 910 000             |
| Ausztria           | Media Control  | 1 (11 hétig)      | 2x platina                 | 80 000              |
| Brazília           | ABPD           |                   | Arany                      | 125 000             |
| Dél-Korea          | RIAK           |                   | 10x platina                | 1 000               |
| Egyesült Királyság | BPI            | 1 (6 hétig)       | 5x platina                 | 1 500 000           |
| Franciaország      | IFOP           | 1 (4 hétig)       | Gyémánt                    | 1 200 000           |
| Hollandia          | NVPI           | 1 (12 hétig)      | 6x platina                 | 600 000             |
| Hongkong           | IFPI Hong Kong |                   | 5x platina                 | 100 000             |
| Izrael             | IFPI Israel    | 1                 | Platina                    | 50 000              |
| Japán              | RIAJ           | 2                 | 11x platina                | 2 300 000           |
| Kanada             | CRIA           | 5                 | 7x platina                 | 700 000             |
| Mexikó             | AMPROFON       |                   | Platina                    | 250 000             |
| Németország        | IFPI Germany   | 1 (11 hétig)      | 2x platina                 | 1 000               |
| Norvégia           | IFPI Norway    | 2                 | Platina                    | 40 000              |
| Olaszország        | FIMI           | 2                 | 5x platina                 | 500 000             |
| Spanyolország      | EIM            | 2                 | 4x platina                 | 400 000             |
| Svájc              | Hit Parade     | 1 (1 hétig)       | 4x platina                 | 200 000             |
| Svédország         | IFPI Sweden    | 3                 | Platina                    | 80 000              |
| Szingapúr          | RIAS           |                   | 8x platina                 | 120 000             |
| Tajvan             | IFPI Taiwan    |                   | 10x platina                | 500 000             |
| Új-Zéland          | RIANZ          | 2                 | 5x platina                 | 90 000              |

1 Csak a Soundscan és a BMG eladási adatai

## Lásd még
- 1993 a zenében